# Rusty James
Cet article concerne le film de Francis Ford Coppola. Pour le roman dont il est inspiré, voir Rusty James (roman).
Pour plus de détails, voir Fiche technique et Distribution.
Rusty James (Rumble Fish) est un film américain réalisé par Francis Ford Coppola, sorti en 1983. Il s'inspire du roman du même nom de S. E. Hinton, qui a également coécrit le scénario.
Le film est presque entièrement en noir et blanc, à l'exception de quelques touches de couleurs. Avec son style avant-gardiste, le film n'est pas un succès commercial, bien qu'il ait obtenu dans la presse des critiques plutôt positives.

## Synopsis
À Tulsa, dans l'Oklahoma. En l'absence de son frère aîné Motorcycle Boy, Rusty James n'hésite pas à affronter lui-même un chef de bande rivale mais la rixe tourne mal et il est gravement blessé. Il sera sauvé par le retour de son frère, un être désabusé fasciné par les combattants siamois, des poissons si agressifs qu'ils attaquent leur propre reflet.

## Fiche technique
- Titre : Rusty James
- Titre original : Rumble Fish
- Réalisation : Francis Ford Coppola
- Assistant réalisateur : David Valdes
- Scénario : Francis Ford Coppola et S. E. Hinton, d’après le roman Rusty James de S. E. Hinton
- Musique : Stewart Copeland
- Photographie : Stephen H. Burum
- Montage : Barry Malkin
- Décors : Dean Tavoularis
- Son : Richard Beggs, David Parker et Randy Thom
- Effets spéciaux : David Marconi
- Cascades : Buddy Joe Hooker
- Producteurs : Doug Claybourne et Fred Roos, Gian-Carlo Coppola et Roman Coppola

Producteur exécutif : Francis Ford Coppola
- Sociétés de production : Hotweather Films et Zoetrope Studios
- Sociétés de distribution : Universal Pictures (États-Unis), AMLF (France)
- Budget : 10 millions de dollars[2]
- Pays de production : États-Unis
- Langue originale : anglais
- Format : noir et blanc (quelques scènes en couleur) - 1.85:1 - 35 mm - son Dolby
- Genre : drame
- Durée : 94 minutes
- Dates de sortie :
  - États-Unis : 7 octobre 1983 (New York Film Festival), 8 octobre 1983 (sortie à New York), 21 octobre 1983 (sortie nationale)
  - France : 15 février 1984
  - Belgique : 23 février 1984

## Distribution
- Matt Dillon (VF : Éric Legrand) : Rusty James
- Mickey Rourke (VF : Patrick Poivey) : The Motorcycle Boy
- Vincent Spano (VF : Éric Baugin) : Steve
- Diane Lane (VF : Marie Vincent) : Patty
- Nicolas Cage (VF : Kris Bénard) : Smokey
- Dennis Hopper (VF : Henri Labussière) : le père
- Chris Penn (VF : Jean-Loup Horwitz) : B. J. Jackson
- Laurence Fishburne (VF : Tola Koukoui) : Midget
- Tom Waits : Benny
- Sofia Coppola : Donna, la sœur de Patty
- Diana Scarwid (VF : Béatrice Delfe) : Cassandra
- William Smith (VF : Jacques Deschamps (acteur)) : Patterson, le flic
- Glenn Withrow (VF : Vincent Violette) : Biff Wilcox
- Gian-Carlo Coppola : le cousin James
- Michael Higgins : M. Harrigan
- Nona Manning (VF : Francette Vernillat) : la mère de Patty
- Tracey Walter : un voyou dans la ruelle
- S. E. Hinton : la prostituée dans la rue (caméo)

## Production

### Genèse et développement
Francis Ford Coppola a écrit le scénario du film avec l'auteure Susan Eloise Hinton pendant son temps libre après le tournage de Outsiders (The Outsiders), également adapté d'un roman de Hinton. Il a mené les deux films conjointement, retenant pour Rusty James la plupart des acteurs et des membres de l'équipe de tournage de Outsiders (The Outsiders). Coppola a été attiré par le roman de S. E. Hinton, car il s’identifiait au thème développé : un cadet qui adule un grand frère plus brillant que lui (motif évoqué notamment des années plus tard dans Tetro). Cela reflétait sa relation avec son frère August. Une dédicace à August apparaît ainsi dans le générique du film. Coppola a dit qu'il avait commencé par utiliser le projet Rusty James pour se motiver pendant le tournage de Outsiders (The Outsiders)",.
Pour montrer à l'équipe et aux acteurs le style recherché, Francis Ford Coppola leur diffuse des films comme Le Traître (Anatole Litvak, 1951), Le Dernier des hommes (Friedrich Wilhelm Murnau, 1924), Le Cabinet du docteur Caligari (Robert Wiene, 1920). Par ailleurs, il s'inspire en partie du film documentaire expérimental Koyaanisqatsi réalisé par Godfrey Reggio et sorti en 1982, qui utilisait l'intervallomètre.

### Attribution des rôles
Jack Nicholson a refusé le rôle du père car il n'appréciait pas le script. Le personnage sera finalement incarné par Dennis Hopper, qui avait déjà travaillé avec Francis Ford Coppola pour Apocalypse Now (1979).
Tom Cruise, qui venait de tourner Outsiders, voulait absolument retravailler avec Francis Ford Coppola. Ce dernier était prêt à lui confier un rôle secondaire mais l'acteur a eu la chance d'être la tête d'affiche de Risky Business.

### Tournage
Le tournage a lieu dans l'Oklahoma, principalement à Tulsa (notamment la Daniel Webster High School) et Sapulpa.

### Musique
Albums de Stewart Copeland
Klark Kent
(1980) The Rhythmatist
(1985)
Francis Ford Coppola souhaite une musique expérimentale pour accompagner ses images. Il commence à utiliser des percussions pour illustrer son idée. Mais il se rend compte qu'il a besoin d'un musicien professionnel. Il contacte alors Stewart Copeland, batteur du groupe The Police, pour qu'il improvise une piste rythmée. Le réalisateur est séduit et l'engage. Stewart Copeland enregistre ensuite des bruits de rues à Tulsa et les mixe sur un Musync — un appareil récemment inventé par Robert Randles — pour modifier le tempo de ses compositions et les synchroniser avec l'action du film,.
Une version « éditée » de Don't Box Me In, collaboration avec le chanteur Stan Ridgway, est publiée en single et diffusée en radio.
Liste des titres
1. Don't Box Me In (Copeland, Stan Ridgway) – 4:40
2. Tulsa Tango – 3:42
3. Our Mother Is Alive – 4:16
4. Party at Someone Else's Place – 2:25
5. Biff Gets Stomped by Rusty James – 2:27
6. Brothers on Wheels – 4:20
7. West Tulsa Story – 3:59
8. Tulsa Rags – 1:39
9. Father on the Stairs – 3:01
10. Hostile Bridge to Benny's – 1:53
11. Your Mother Is Not Crazy – 2:48
12. Personal Midget/Cain's Ballroom – 5:55
13. Motorboy's Fate – 2:03

## Accueil
Le film reçoit des critiques plutôt positives. Sur l'agrégateur américain Rotten Tomatoes, il récolte 73 % d'opinions favorables pour 33 critiques et une note moyenne de 6,34⁄10. Sur Metacritic, il obtient une note moyenne de 63⁄100 pour 8 critiques.
Malgré ces critiques, le film est un échec au box-office. Il ne récolte que 2 494 480 $ sur le sol américain pour un budget de 10 millions. En France, le film enregistre tout de même 1 054 444 entrées, soit le 44e meilleur résultat au box-office de 1984.
Francis Ford Coppola a déclaré que Rusty James fait partie des cinq films qu'il préfère parmi tous ceux qu'il a réalisés

## Distinctions
- 1984 : Grand prix de la critique internationale au 32e Festival international du film de Saint-Sébastien.

## Commentaire
Le film est presque entièrement en noir et blanc, à l'exception des poissons qui sont en couleurs, ainsi qu'une partie de la scène finale où l'on voit un gyrophare de police rouge. Cela peut être lié à la vision du personnage du frère aîné (Motorcycle Boy) qui est daltonien
Le film inspirera le clip de la chanson Cargo d'Axel Bauer, sorti en 1984.